# Шамшева улица
Ша́мшева у́лица — улица в Петроградском районе Санкт-Петербурга. Проходит от Большой Пушкарской улицы до Малого проспекта Петроградской стороны.

## История

### Происхождение улицы и история наименований
Улица появилась во второй четверти XVIII века (она присутствует на плане Петербурга 1738 года). Названа по фамилии домовладельца Шамшева, бригадира, квартировавшего здесь полка, топоним имеет в составе названия форму краткого притяжательного прилагательного женского рода. Название известно с 1777 года. С 1804 по 1817 год называлась также 9-й улицей в ряду восемнадцати улиц, перпендикулярных Большому проспекту, однако здесь, на Петроградской стороне, в отличие от Васильевского острова, такие «номерные» названия не прижились.
Юго-восточный участок улицы (от Большой Пушкарской улицы до Большого проспекта) появился несколько позже (между 1738 и 1756 г.).
15 декабря 1952 года улица была переименована в Житомирскую. Одновременно были переименованы многие из улиц, перпендикулярных Большому проспекту (Бармалеева, Полозова, Плуталова и др.). Но уже 4 января 1954 года большинству из этих вновь переименованных улиц были возвращены исторические названия, в том числе и Шамшевой.

### История застройки
В середине и второй половине XVIII века в этом районе располагались полки Санкт-Петербургского гарнизона. Затем до второй половины XIX века здесь был бедный, солдатско-ремесленный район. Постройки были почти все деревянные. С середины XVIII века до 1861 года действовал запрет на строительство на Петроградской стороне каменных домов частными лицами, что было связано с соображениями оборонной эффективности Петропавловской крепости. Исключение с начала XIX века составляло здание Введенской гимназии на углу Шамшевой улицы и Большого проспекта.
В конце XIX — начале XX веков началась широкомасштабная застройка Петроградской стороны, в процессе которой Шамшева улица также частично застраивается кирпичными доходными домами. Благодаря появлению Троицкого моста с начала XX века район стал легкодоступным и потому престижным.
Новый всплеск строительной активности пришёлся на 2000-е годы, когда на этой недлинной улице были возведены четыре новых крупных здания: два жилых дома, бизнес-центр и гостиница.

## Достопримечательности и городские объекты

### От Большой Пушкарской улицы до Большого проспекта
- Жилой дом № 1 / Большая Пушкарская улица, 30 построен в 1877—1878 годах для И. П. Шорохова по проекту П. Ю. Сюзора — знаменитого автора здания Дома книги. Семье Шороховых принадлежали Белозерские бани на участке между улицами Кронверкской, Малой Белозерской (ныне Кропоткина) и Матвеевской (ныне Ленина), также построенные по проекту Сюзора.

- Дом № 2 / Большая Пушкарская ул., 28 построен в 1912 году по проекту П. М. Мульханова, и здесь же П. М. Мульханов жил[6]. Также в этом доме жил поэт-эгофутурист К. К. Фофанов, известный под псевдонимом Константин Олимпов[7].

- Дом № 4 / Большой пр. П. С., 35 — многозальный кинотеатр «Мираж-Синема». Первоначально созданное арх. Н. А. Бреевым, здание неоднократно перестраивалось в последней четверти XIX века, оставаясь обычным доходным домом. Однако в 1913 году здание получило известность: здесь открылся один из первых в Петербурге кинотеатров «Молния». Своё название «Молния» пронесла через весь XX век. Однако на рубеже XX и XXI веков здание было реконструировано (с сохранением фасада), и здесь открылся современный кинотеатр «Мираж Синема» с четырьмя кинозалами[8].

#### Введенская гимназия
Дом № 3 / Большой проспект Петроградской стороны, дом № 37 — здесь до революции находилась Введенская гимназия, в которой учился А. А. Блок , в советские годы — ПТУ, а теперь — гостиница.
С 1805 года здесь, в двухэтажном каменном здании, приобретённом у купца А. Иванова, находилось Введенское двухклассное училище, основанное ещё в 1781 году. В 1837 году по проекту арх. Е. И. Мартынова был надстроен третий этаж.
В 1862 году училище стало прогимназией, а в 1882 года её преобразовали в гимназию. Здание было капитально перестроено в 1883—1884 годах (арх. А. И. Аккерман). Тогда появились ризалиты, выходящие на Большой проспект. В 1895—1899 годах архитектор В. М. Елкашев оборудовал новое помещение для церкви при этой гимназии (церковь во имя святых Кирилла и Мефодия была создана на средства потомственного почётного гражданина А. Д. Гордеева в 1885 году, повторно освящена в новом помещении 9 декабря 1899 года).
В 1913 году Введенской гимназии присвоили имя Петра Великого. После Октябрьской революции она была преобразована в трудовую школу.
С 1950-х в здании размещалось сначала механическое ремесленное училище, а затем швейный техникум. К началу 1990-х годов здание пришло в аварийное состояние. В 1997 году оно было исключено из списка охраняемых памятников истории и культуры, а с 2002 по 2007 год полностью перестроено по проекту архитектурной мастерской «Евгений Герасимов и партнёры» (арх. Е. Л. Герасимов, О. В. Каверин): фасад был разобран и воссоздан, а сзади (на участке, охватывающем здание бывшей церкви) пристроен новый 9-этажный прямоугольный параллелепипед, громоздящийся над бывшей гимназией. В течение четырёх лет после постройки это здание не использовалось, а в октябре 2011 года в нём открылась гостиница «Отель Введенский» на 158 номеров. Инвестор проекта — холдинг «Алроса».

### От Большого до Малого проспекта
- Дом № 5 / Большой пр. П. С. 50  памятник архитектуры (вновь выявленный объект)[13] — 1839—1840, доходный дом А. Лукина, классицизм, арх. А. М. Куци.
- Угловой дом с пирамидальной башенкой напротив дома 5 (Большой пр. П. С., 48) — бизнес-центр «Орбита» (начало XXI века), который занимают более 10 организаций[14]. С начала 1970-х годов здесь находилось круглое в плане кафе «Орбита» (за свою характерную форму прозванное «Катушкой», а также известное как «Стекляшка» или «Бомбей»[15]), построенное на месте сквера по проекту архитектора Ю. О. Цехновицера[16] и уничтоженное пожаром в 1980-е годы (железобетонный каркас кафе был демонтирован в 2002 году[17]).
- Дом № 6а — крупный пятиэтажный доходный дом (П. Л. Спокойский-Францевич, 1903).
- Дом № 8 — Дом культуры имени В. А. Шелгунова, Центр культурно-спортивной реабилитации Всероссийского общества слепых. В здании находится региональная Библиотека для слепых, открытая при «Доме слепых» в 1927 году[18][19]. В здании имеется театральный зал, время от времени проводятся праздники и спектакли. С 1989 по 1994 год здесь размещался детский музыкальный театр «Зазеркалье», затем переехавший на улицу Рубинштейна[20]. В настоящее время большую часть здания занимают различные организации (туристический клуб, адвокатская контора, церковь адвентистов седьмого дня и др.). В здании также находится Музей истории Санкт-петербургской региональной организации Всероссийского общества слепых.
- Дом № 9 построен в 1906 году в стиле неоклассицизма по проекту А. М. Воробьёва.
- Дом № 10 построен в 191 году[уточнить] в стиле неоклассицизма по проекту А. Соколова.
- Дом № 11 построен в 1906 году в стиле модерн по проекту Л. В. Богусского.
- Дом № 12 построен в 1905 году по проекту Н. И. Иванова.
- Дом № 13 — современный жилой дом.
- Дом № 14 на углу с Малым проспектом — современный элитный 9-этажный кирпично-монолитный дом со встроенными помещениями и гаражом (начало 2000-х — 2009)[21].
- Дом № 15б построен в 1909 году по проекту Д. Г. Фомичева.
- Дом № 17  памятник архитектуры (вновь выявленный объект)[13] построен в 1913—1915 годах по проекту Л. М. Харламова для купца 1-й гильдии И. Г. Буштуева. Часть дома до Октябрьской революции занимал детский приют в память Г. С. Буштуева — основателя семейного дела. В приюте содержалось 50 сирот — мальчиков от 3 до 13 и девочек от 5 до 18 лет с целью «дать религиозно-нравственное воспитание, первоначальное обучение рукоделию и определения их по возможности в казенные, городские и частные учебные заведения». Надзирательницей приюта была М. Н. Жданова. На втором-третьем этаже дворового флигеля устроили небольшую церковь Благовещения Пресвятой Богородицы с колокольней. Она была освящена 14 ноября 1916 епископом Гдовским Вениамином[22]. Теперь эти помещения во флигеле занимает театр танца Бориса Эйфмана[23].

За домом 17 на углу Малого проспекта находится небольшой сквер, благоустроенный в 2009 году.
В створе Шамшевой улицы, по её осевой линии, расположено здание бывшего рынка (Малый пр. П. С., дом № 54—56), построенное в 1955 году по проекту О. Б. Голынкина и Л. М. Хидекеля. В 1980-е годы это здание занимал рыбный магазин «Океан», а с 1993 г. его используют несколько торговых организаций, в том числе супермаркет «Супер БАБИЛОН».

## Транспорт
Общественный транспорт по Шамшевой улице не ходит. Ближайшая станция метро — «Чкаловская».
Ближайшие остановки общественного наземного транспорта расположены на Большом пр. П. С. (при движении с северо-востока на юго-запад), Малом пр. П. С. и Большой Пушкарской ул. (при движении в обратном направлении):
- автобусы № 1, 10, 25, 128, 185, 191, 227, 230, 249, 275;
- троллейбусы № 1, 9, 31.